# Cody Veith
Cody Veith (* 22. September 2002 in Florida) ist ein US-amerikanischer Schauspieler.

## Karriere
Sein Schauspieldebüt gab Veith 2014 in einer Folge der Fernsehserie Nicky, Ricky, Dicky & Dawn. In neun Folgen verkörperte er dort die Rolle des Oscar. Von 2016 bis 2018 spielte Veith in der Serie Schreck-Attack die Hauptrolle des Chance, die er in 58 Folgen verkörperte.